# Dimetilftalato
Il dimetilftalato è un composto chimico di formula C10H10O4 che in condizioni standard si presenta come liquido oleoso, incolore dall'odore lievemente aromatico.

## Caratteristiche strutturali e fisiche
Si tratta dell'estere metilico dell'acido ftalico. Il composto risulta:
- insolubile in acqua, oli minerali, etanolo ed etere etilico;
- solubile in solventi organici, come benzene e acetone.

| Energia di ionizzazione             | 9,64 eV      | 9,64 eV      |
| Costante dielettrica                | 8,1 a 45℃    | 8,1 a 45℃    |
| pH (in acqua)                       | 7 a 20°C     | 7 a 20°C     |
| Polarità relativa                   | 0,309        | 0,309        |
| Pressione di vapore                 | 0,008 hPa    | 0,008 hPa    |
| Garvità specifica                   | 1,194        | 1,194        |
| Gravità specifica del vapore        | 1,194        | 1,194        |
| Potere calorifico                   | - 5766 cal/g | - 5766 cal/g |
| Costante della legge di Henry (25°) | pH 3         | 235          |
| Costante della legge di Henry (25°) | pH 3,37      | 246          |
| Costante della legge di Henry (25°) | pH 5,88      | 230          |
| Costante della legge di Henry (25°) | pH 6,18      | 214          |
| Costante della legge di Henry (25°) | pH 7,62      | 168          |
| Costante della legge di Henry (25°) | pH 8,91      | 127          |
| Costante della legge di Henry (25°) | pH 38,99     | 118          |

## Reattività e caratteristiche chimiche
Si decompone per combustione. Reagisce con acidi liberando calore insieme ad alcoli e acidi. Gli acidi ossidanti forti possono causare una reazione vigorosa sufficientemente esotermica da incendiare i prodotti della reazione.
Il calore viene generato anche dall'interazione con soluzioni caustiche. Genera idrogeno infiammabile quando mescolato con metalli alcalini e idruri. Può generare cariche elettrostatiche se agitato o versato.

## Applicazioni

### Repellente per insetti
Viene usato come repellente per insetti. Ha un buon effetto repellente su mosche, pidocchi, formiche, zanzare, scarafaggi, moscerini, tafani, pulci, flebotomi e cicale.
In base alle condizioni d'uso, è chimicamente stabile, mostrando sia un'elevata stabilità termica sia un'elevata resistenza al sudore. Ha una buona compatibilità con cosmetici e farmaci comuni, e può essere realizzato sotto forma di soluzioni, emulsioni, paste, agenti di rivestimento, gel, aerosol, spirali antizanzare, microcapsule e altri agenti repellenti specifici.
Inoltre, può essere aggiunto ad altri prodotti o materiali, come l'acqua di colonia, permettendo al prodotto di mostrare un effetto repellente. Rispetto ai repellenti per zanzare standard e ai gel repellenti per zanzare, è meno tossico, meno irritante, ha una durata dell'effetto repellente più lunga e altre caratteristiche notevoli, rendendolo un buon sostituto del gel repellente.

### Altre applicazioni
È utilizzato:
- come plastificante per diverse resine (es. acetato di cellulosa, resine viniliche) e gomme (es gomma nitrilica)
- come agente repellente per rivestimenti in fluoruro di polivinile
- come solvente
- come rodenticida
- come olio grezzo
- nella produzione di vernici
- nella produzione di carta trasparente
- nella produzione di polveri per stampaggio
- nella produzione di nitrocellulosa

## Impatto ambientale

### Condizioni aerobiche
In un test di biodegradazione in un flacone agitatore utilizzando un inoculo di suolo/fognatura, il composto presenta un'emivita di 1,9 giorni. Dopo 28 giorni, oltre il 99% del dimetilftalato era scomparso e l'86% era stato mineralizzato. In un test di screening statico con un inoculo di acque reflue, il dimetilftalato è stato completamente degradato entro 7 giorni. In due impianti operativi, l'88% e il 58% del dimetilftalato sono stati mineralizzati dai fanghi municipali digeriti.
Negli impianti di trattamento delle acque reflue, è stata segnalata un'eliminazione praticamente del 100% grazie alla biodegradazione. Il dimetilftalato, presente a una concentrazione di 100 mg/L, ha raggiunto il 93% della BOD teorica in 4 settimane utilizzando un inoculo di fanghi attivi a 30 mg/L nel test MITI.
Nei test di decadimento dei fanghi attivi e in un test semi-continuo con fanghi attivi, sono stati raggiunti rispettivamente >90% e >81,0% di degradazione in 1 giorno. La rimozione del dimetilftalato superiore al 96-99% è stata osservata presso le Cedar Creek Wastewater Reclamation - Recharge Facilities di Nassau.
Il dimetilftalato, a una concentrazione iniziale di 10-100 mg/L, è stato biodegradato del 90% in 3 giorni e del 100% in 5 giorni, con un'emivita di 21 ore in fanghi attivi acclimatati di un sistema di trattamento delle acque reflue di una cokeria. Gli studi di degradazione aerobica hanno indicato una degradazione primaria per gli esteri ftalici a peso molecolare inferiore (compreso il dimetilftalato), che si verificava rapidamente, tipicamente superando il 90% di degradazione entro una settimana, anche utilizzando inoculi non acclimatati.

### Bioaccumulo
Il fattore di bioconcetrazione (BCF) medio del dimetilftalato in C. variegatus è stato misurato pari a 5,4 dopo 24 ore. L. macrochirus mostra un fattore di bioconcentrazione di 57, che potrebbe essere elevato perché nel test è stato misurato solo il carbonio-14 e i metaboliti potrebbero essere inclusi nella misurazione del composto genitore.
L'emivita di escrezione era compresa tra 1 e 2 giorni. I BCF misurati suggeriscono che la bioconcentrazione negli organismi acquatici è bassa o moderata. Fattori di bioaccumulo di 3,1 e 6,3 sono stati misurati nei gamberetti (P. aztecus) dopo 1 giorno di esposizione. BCF di 0,14-0,57 sono stati riportati per il dimetilftalato negli spinaci d'acqua coltivati in diverse condizioni su fanghi provenienti da impianti di trattamento delle acque reflue in Cina.

### Mobilità nel suolo
Il dimetilftalato presenta un Koc pari a 55 in terreni composti all'89% da sabbia, all'11% da limo/argilla e al 20% da carbonio organico, prelevati da Calumet. Valori di Koc che vanno da 80 a 360 sono stati calcolati per il dimetilftalato dalle sue isotermie di adsorbimento del nucleo a basso contenuto di carbonio sottosuperficiali a diverse profondità. Il dimetilftalato presenta valori di logKoc misurati tra 1,88 e 1,89 in suolo sabbioso e limoso. Viene inoltre riportato un Koc di 200(4) e un logKoc di 2,3.
Questi valori suggeriscono che il dimetilftalato dovrebbe avere una mobilità da moderata a alta nel suolo. Una rimozione media del dimetilftalato (79%) è stata osservata su un pendio sperimentale con un flusso superficiale di 14 m. Rispetto alla velocità media del flusso sotterraneo lineare, è stato calcolato un ritardo del 18% per il dimetilftalato in un test di tracciamento a gradiente naturale utilizzando una falda acquifera sabbiosa non confinata, assumendo un contenuto di carbonio organico dello 0,05%.
Un valore medio di logKoc  nei sedimenti superiore a 5,2 è stato calcolato dalla concentrazione media di dimetilftalato nell'acqua e nel materiale particellare sospeso del Lago Yssel, Paesi Bassi. L'adsorbimento del dimetilftalato è migliorato in presenza di sale: a una concentrazione di dimetilftalato di 700 ug/L, 0,9 ug/g sono stati adsorbito su particelle sospese in acqua di mare, 0,6 ug/g su particelle sospese in acqua di mare al 50% e <0,2 ug/g su particelle sospese in acqua distillata.